# Lianthus ellipticifolius
Lianthus es un género monotípico de plantas fanerógamas perteneciente a la familia Hypericaceae. Su única especie: Lianthus ellipticifolius es originaria de China.

## Descripción
Planta sufrutice que alcanza un tamaño de 0,3-0,6 m de altura, erecta, cespitosa o  corto rastrera con base de enraizamiento; tallos pocos, delgados, a veces ramificados arriba. Los tallos cilíndricos, eglandulares. Hojas sésiles; elípticas, de 5.3 × 1,5-3 cm; como de papel grueso, envés más pálido, no glauco; glándulas laminares abaxiales muy pequeñas, irregulares y densas. Inflorescencia con 5-7 flores, subumbeliforme, terminal; ausente el pedúnculo; brácteas y bractéolas estrechamente triangulares, persistentes. Pedicelos de 8 mm. Flores de  1,5 cm de diámetro, profundamente ahuecadas; brotes elípticas, ápice obtuso.  Cápsula ovoide, de 7 × 4 mm. Las semillas de color marrón oscuro, de 0,6 mm; testa finamente foveolada. Fl. agosto-septiembre, fr. septiembre-octubre.

## Descripción y hábitat
Se encuentra en las laderas cubiertas de hierba; a una altitud de 1800-2200 metros en Yunnan.

## Taxonomía
Lianthus ellipticifolius fue descrita por (H.L.Li) N.Robson y publicado en Bulletin of the Natural History Museum, London (Botany) 31(2): 38–39, f. 1, map 1. 2001.
Etimología
Lianthus: nombre genérico que fue otorgado en honor de Hui Lin Li, quien describió la especie como Hypericum. Se diferencia de Hypericum, sin embargo, en varias cosas, por ejemplo, en tener fasciclodes y pétalos blancos y, sobre todo, en sus dos sistemas de glándulas foliares. Se relaciona con Triadenum pero es más primitivo en muchos aspectos.
ellipticifolius: epíteto latíno que significa "con las hojas elípticas".
Sinonimia
- Hypericum ellipticifolium H.L.Li	[3]